# Église Notre-Dame-de-l'Assomption de Crosne
Pour les articles homonymes, voir Notre-Dame-de-l'Assomption, Église Notre-Dame et Assomption (homonymie).
L'église Notre-Dame-de-l'Assomption est une église paroissiale de culte catholique, dédiée à l'Assomption de la Vierge Marie, située dans la commune française de Crosne et le département de l'Essonne.

## Histoire
Datant du XIIIe siècle, l'édifice est classé au titre des Monuments historiques depuis le 17 mai 1982.

## Pour approfondir

## Sources
1. ↑  Notice no PA00087877, sur la plateforme ouverte du patrimoine, base Mérimée, ministère français de la Culture. Consulté le 09/02/2010.
2. ↑  Liste des curés sur le site du Secteur Pastoral de La Forêt Consulté le 08/02/2010.
3. ↑  Germain Vaysse, Crosne – 558 à 1925, Municipalité de Crosne, 1979
4. ↑  Germain Vaysse, Crosne – 1925 à 1975, Mairie de Crosne, 1983